# 1958年の近鉄パールス
1958年の近鉄パールスでは、1958年の近鉄パールスの動向をまとめる。
この年の近鉄パールスは、加藤久幸監督の2年目（前年途中からの監督代行を含む）のシーズンである。翌シーズンより球団名を「近鉄バファロー」に改称したため、近鉄パールスとして最後のシーズンである。

## 概要
従来の縦縞スタイルはそのままに後にメインカラーとなる赤を採用するなど、新ユニフォーム導入で1955年以来のBクラス生活に終止符を打とうとしたが、開幕から最下位を独走。それでも4月は5位の阪急と3.5ゲーム差で最下位脱出が期待されたが、チームの低迷は止まらず、大映ユニオンズから移籍してきた斎田忠利（後にパ・リーグ審判部長となる）をはじめ、主力選手が「まるでチンドン屋」「勝っているときはいいけど、負けているときはみっともない」と発言するなど悪評が続出。この時代では珍しかった赤色主体のユニフォームはチームのカンフル剤にならず、3年連続優勝の西鉄には50ゲーム近く、5位の東映にも27.5ゲーム以上も離され、加藤監督はわずか1年で辞任した。
投手陣は西鉄から移籍してきた大津守が復活し、チームトップの10勝を挙げたが、22敗を喫し、リーグ最多敗戦投手となった。武智文雄、榎原好、黒田勉の主力も軒並み不調でチーム防御率は4.04と、1952年以来、6年ぶりの防御率4点台に終わっている。慢性的な長打力不足を機動力で補ってきた打撃陣もパッとせず、40本塁打、113盗塁はどちらもリーグ4位と不調。四番打者の小玉明利が初の三割打者となったが、三番打者の関根潤三は3ヶ月戦列を離れるなど、チーム打率.215はリーグ最低に終わった。
あまりの不成績に業を煮やした佐伯勇オーナーは元巨人の千葉茂を新監督に招聘。ニックネームも「パールス」をやめて「バファロー」（千葉新監督の愛称・猛牛にちなむ）に変更し、心機一転を図ることになる。
この年から大阪球場に代わり、日本生命保険が所有する日本生命球場がホーム・ナイター用の新本拠地となった（デーゲームに限り藤井寺球場も使用し、日生・藤井寺の併用は1983年まで続いた）。

## チーム成績

### レギュラーシーズン
| 1 | 左 | 日下隆   |
| 2 | 二 | 鈴木武   |
| 3 | 右 | 関根潤三 |
| 4 | 三 | 小玉明利 |
| 5 | 中 | 木村勉   |
| 6 | 遊 | 島田光二 |
| 7 | 一 | 加藤晃郎 |
| 8 | 捕 | 原勝彦   |
| 9 | 投 | 山下登   |

| 順位 | 4月終了時 | 4月終了時 | 5月終了時 | 5月終了時 | 6月終了時 | 6月終了時 | 7月終了時 | 7月終了時 | 8月終了時 | 8月終了時 | 最終成績 | 最終成績 |
| ---- | --------- | --------- | --------- | --------- | --------- | --------- | --------- | --------- | --------- | --------- | -------- | -------- |
| 1位  | 南海      | --        | 南海      | --        | 南海      | --        | 南海      | --        | 南海      | --        | 西鉄     | --       |
| 2位  | 西鉄      | 1.0       | 西鉄      | 3.5       | 阪急      | 5.5       | 阪急      | 6.5       | 阪急      | 3.0       | 南海     | 1.0      |
| 3位  | 東映      | 3.0       | 阪急      | 4.0       | 西鉄      | 6.5       | 西鉄      | 10.5      | 西鉄      | 3.0       | 阪急     | 4.5      |
| 4位  | 大毎      | 5.0       | 大毎      | 4.5       | 大毎      | 9.5       | 大毎      | 12.5      | 大毎      | 13.5      | 大毎     | 16.0     |
| 5位  | 阪急      | 7.5       | 東映      | 7.5       | 東映      | 12.5      | 東映      | 17.0      | 東映      | 14.0      | 東映     | 22.0     |
| 6位  | 近鉄      | 10.5      | 近鉄      | 19.5      | 近鉄      | 29.0      | 近鉄      | 37.5      | 近鉄      | 38.5      | 近鉄     | 49.5     |

| 順位 | 球団               | 勝 | 敗 | 分 | 勝率 | 差   |
| 1位  | 西鉄ライオンズ     | 78 | 47 | 5  | .624 | 優勝 |
| 2位  | 南海ホークス       | 77 | 48 | 5  | .616 | 1.0  |
| 3位  | 阪急ブレーブス     | 73 | 51 | 6  | .589 | 4.5  |
| 4位  | 毎日大映オリオンズ | 62 | 63 | 5  | .496 | 16.0 |
| 5位  | 東映フライヤーズ   | 57 | 70 | 3  | .449 | 22.0 |
| 6位  | 近鉄パールス       | 29 | 97 | 4  | .230 | 49.5 |

## オールスターゲーム1958
| ファン投票 | 選出なし |
| 監督推薦   | 小玉明利 |

## 表彰選手
| リーグ・リーダー |
| ---------------- |
| 受賞者なし       |

| ベストナイン |
| ------------ |
| 選出なし     |